# Părerile politice ale lui Albert Einstein

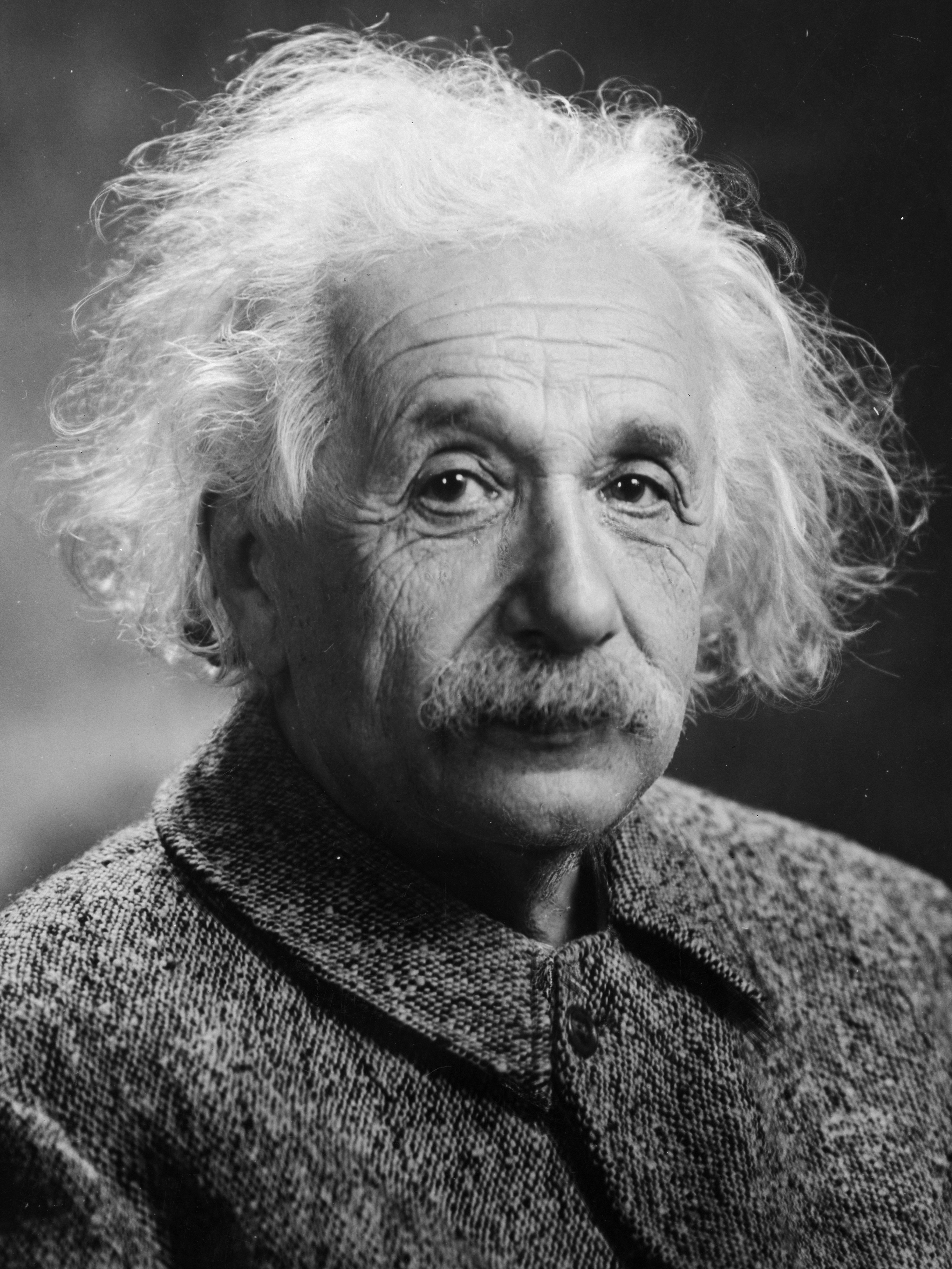
Einstein în 1947

Albert Einstein, om de știință născut în Germania, a fost cel mai cunoscut în timpul vieții sale pentru dezvoltarea teoriei relativității, contribuțiile sale la mecanica cuantică și multe alte realizări notabile în fizica modernă. Cu toate acestea, opiniile politice ale lui Einstein au stârnit, de asemenea, un mare interes din partea publicului datorită faimei sale și implicării în proiecte politice, umanitare și academice din întreaga lume. Einstein a fost un activist pentru pace și un susținător fervent al federalismului mondial și al dreptului internațional. A favorizat principiile socialismului, susținând că este un sistem ideologic care corectează deficiențele societale inerente capitalismului, așa cum le percepea el.
Acest lucru a devenit deosebit de evident spre sfârșitul vieții sale, când și-a detaliat viziunea economică într-un articol din 1949 intitulat „De ce socialism?” pentru revista socialistă independentă Monthly Review. Cu toate acestea, perspectiva sa nu a fost complet uniformă: el a criticat metodele folosite de Vladimir Lenin și bolșevici în timpul Revoluției Ruse, afirmând că nu aveau un „sistem de guvernare bine reglementat” și instituiseră mai degrabă un „regim de teroare” asupra fostului Imperiului Rus. Poziția sa vizibilă în societate i-a permis să vorbească și să scrie franc, chiar provocator, într-o perioadă în care mulți oameni erau reduși la tăcere pe continentul european din cauza ascensiunii fulminante nazismului în Germania.
În ianuarie 1933, în timp ce Einstein se afla în Statele Unite, Adolf Hitler prelua conducerea Germaniei. Einstein, evreu ashkenaz, se opunea ferm politicilor guvernului nazist. După ce familia sa a fost hărțuită în mod repetat de Gestapo, a renunțat la cetățenia germană și s-a mutat definitiv în Statele Unite, devenind cetățean american în 1940. Deși avea o părere generală pozitivă despre cultura și valorile Statelor Unite, se opunea frecvent maltratării sistematice a afro-americanilor și a devenit activ în mișcarea lor pentru drepturi civile. Ca sionist socialist, Einstein îi sprijinea pe evreii palestinieni din Yishuv⁠(d). Totuși, nu susținea crearea unui stat evreiesc sau arab pentru a înlocui Palestina sub mandat britanic, afirmând în schimb că ar „prefera mult mai mult să vadă un acord rezonabil încheiat cu arabii pe baza conviețuirii pașnice” sub forma unui stat binațional evreiesc-arab.

## Germania

### Imperiul German și Primul Război Mondial
Născut în Ulm, Einstein a fost cetățean german din naștere. Pe măsură ce a crescut, pacifismul lui Einstein a intrat adesea în conflict cu viziunile militariste ale Imperiului German din acea vreme. La vârsta de 17 ani, Einstein a renunțat la cetățenia germană și s-a mutat în Elveția pentru a merge la facultate. Pierderea cetățeniei germane i-a permis lui Einstein să evite serviciul militar, ceea ce se potrivea cu viziunile sale pacifiste. Ca răspuns la Manifestul celor Nouăzeci și Trei semnat de 93 de intelectuali germani de frunte, inclusiv Max Planck, în sprijinul efortului de război german, Einstein și alți trei au scris un contra-manifest. În 1914, Einstein a acceptat o poziție la Universitatea din Berlin, revenind în Germania unde și-a petrecut restul Primului Război Mondial. De asemenea, Einstein și-a recăpătat cetățenia germană. În anii de după război, Einstein și-a exprimat cu voce tare sprijinul pentru Germania. În 1918, Einstein a fost unul dintre semnatarii proclamației de fondare a Partidului Democrat German, un partid liberal. În 1921, Einstein a refuzat să participe la al treilea Congres Solvay din Belgia, deoarece compatrioții săi germani au fost excluși. În 1922, Einstein a intrat într-un comitet sponsorizat de Societatea Națiunilor, dar a plecat rapid când Societatea a refuzat să acționeze în privința ocupației franceze a Ruhrului în 1923. Ca membru al Ligii Germane pentru Drepturilor Omului, Einstein a muncit din greu pentru a repara relațiile dintre Germania și Franța.

### Ascensiunea Partidului Nazist al lui Adolf Hitler

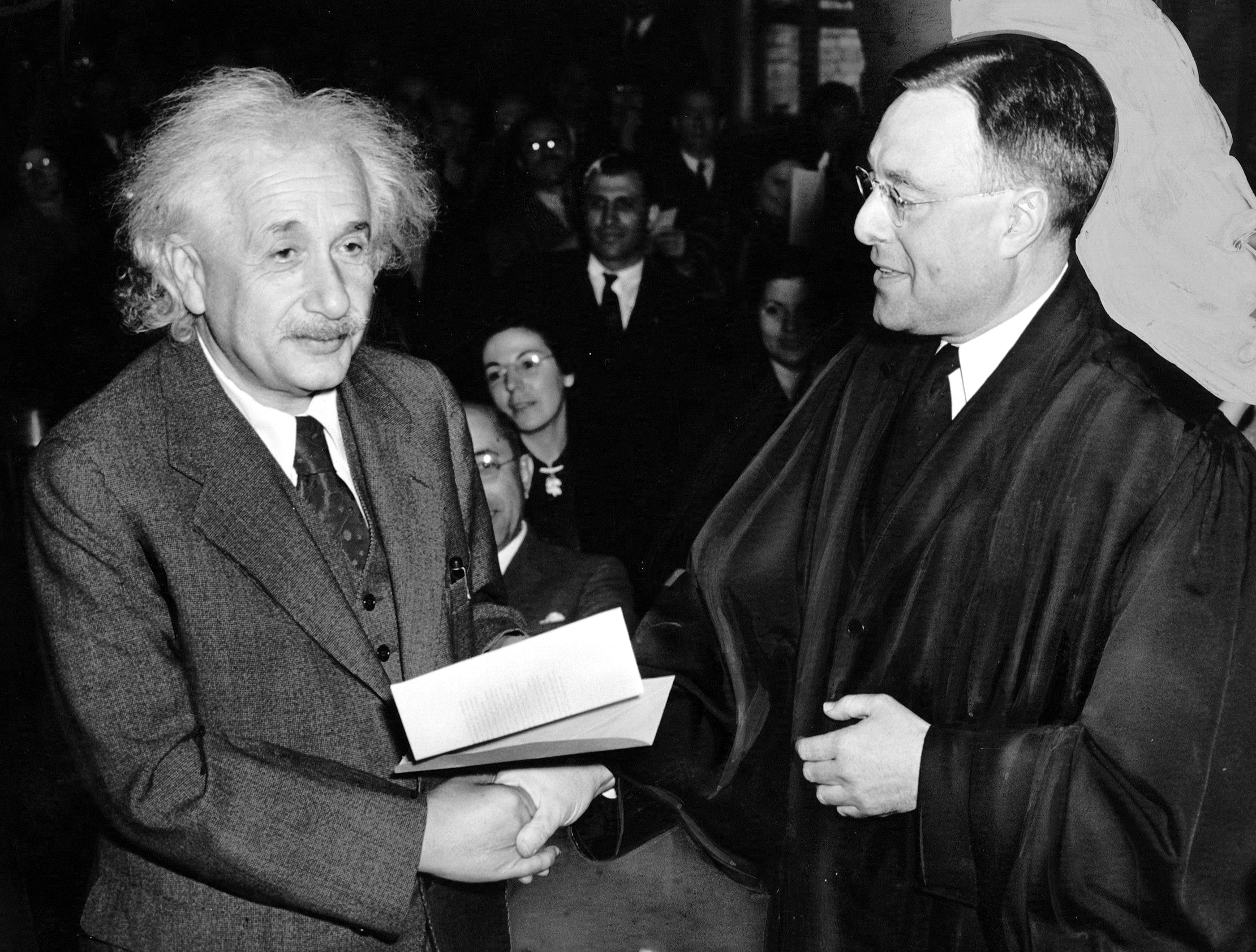
Einstein primindu-și certificatul de cetățenie americană de la judecătorul în 1940. Și-a păstrat cetățenia elvețiană.

Einstein s-a mutat în Statele Unite în decembrie 1932, unde a lucrat la Institutul de Tehnologie din California din Pasadena, California, și a predat la Institutul de Studii Avansate din Princeton, New Jersey, recent înființat de Abraham Flexner. Einstein a renunțat la cetățenia germană în 1933 din cauza ascensiunii lui Adolf Hitler și a Partidului Nazist.
În anii 1930 și pe parcursul celui de-al Doilea Război Mondial, Einstein a scris declarații recomandând vize americane pentru evreii europeni care încercau să fugă de persecuție. De asemenea, a făcut lobby pentru reguli de imigrare mai relaxate. A strâns fonduri pentru organizațiile sioniste și a fost, parțial, responsabil pentru formarea Comitetului Internațional de Salvare în 1933.
După încheierea celui de-al Doilea Război Mondial și îndepărtarea naziștilor de la putere, Einstein a refuzat să se asocieze cu Germania. Nu a putut ierta poporul german pentru Holocaust, în care șase milioane de evrei au fost uciși. Drept urmare, a refuzat mai multe onoruri oferite de Germania. Într-o declarație din 1944, Einstein a afirmat: „În spatele Partidului Nazist se află poporul german, care l-a ales pe Hitler după ce acesta își explicita clar intențiile rușinoase în cartea sa și în discursurile sale, fără posibilitatea de a fi înțeles greșit”. Totuși, Einstein a vizitat din nou Germania în timpul unei călătorii în Europa în 1952.

## Statele Unite

### Drepturile civile pentru afro-americani
Einstein a fost un susținător al drepturilor civile și a folosit notorietatea sa pentru a condamna discriminarea din America. La sosirea sa în Statele Unite, s-a opus tratamentului incorect al afro-americanilor. Einstein, care experimentase o discriminare antisemită puternică în Germania dinaintea celui de-al Doilea Război Mondial, a colaborat cu o serie de activiști importanți pentru drepturile civile și cu organizații pentru drepturile civile (precum filiala NAACP⁠(d) din Princeton) pentru a cere egalitate și a denunța rasismul și segregarea.
Când cântăreața afro-americană și susținătoarea drepturilor civile Marian Anderson nu a găsit cameră la hoteluri și i s-a interzis să mănânce la restaurantele publice, Einstein a invitat-o la el acasă. După o revoltă rasială sângeroasă din 1946, unde 500 de polițiști de stat înarmați cu mitraliere ușoare au atacat și distrus aproape toate afacerile deținute de afro-americani dintr-o zonă de patru blocuri din Tennessee și au arestat 25 de bărbați afro-americani pentru tentativă de omor, Einstein s-a alăturat lui Eleanor Roosevelt, Langston Hughes și Thurgood Marshall⁠(d) pentru a lupta pentru dreptate pentru acești bărbați. Ulterior, 24 dintre cei 25 de inculpați au fost achitați.
Există, totuși, o latură sumbră în concepția socială americană. Simțul lor de egalitate și demnitate umană este limitat în mare parte la bărbații cu pielea albă.
În 1946, a călătorit la Universitatea Lincoln din Pennsylvania, alma mater a lui Langston Hughes și Thurgood Marshall și prima școală din America care a acordat diplome universitare studenților de culoare. La Lincoln, Einstein a primit un doctorat onorific și a ținut o prelegere despre relativitate pentru studenții de la Lincoln.
Aflând despre cele două cupluri de culoare ucise în Monroe, Georgia⁠(d), fără ca dreptatea să fie servită, Einstein a fost atât de indignat încât și-a folosit prestigiul pentru a sprijini Cruciada Americană a lui Paul Robeson⁠(d) pentru a pune capăt linșării și a scris o scrisoare președintelui Truman cerând urmărirea penală a celor vinovați de linșaj și adoptarea unei legi federale împotriva acestuia. Când Robeson a fost inclus inclus pe lista neagră din cauza activismului său împotriva rasismului, tot Einstein a fost cel care și-a deschis casa prietenului său de lungă durată, cu care era prieten de 20 de ani de zile.
În 1931, Einstein s-a alăturat comitetului lui Theodore Dreiser pentru a protesta împotriva nedreptății suferite de Băieții Scottsboro, un grup de adolescenți afro-americani condamnați pentru viol de către un juriu format exclusiv din albi. În 1946, Einstein și-a exprimat, de asemenea, sprijinul pentru Willie McGee, un dijmaș negru din Mississippi, condamnat la moarte după ce a fost acuzat de violul unei femei albe.

### Acuzații de sentiment anti-chinez
Publicat în 2018, jurnalele de călătorie ale lui Einstein, scrise între octombrie 1922 și martie 1923, conțin remarci considerate rasiste și xenofobe. El menționează cum „chinezii nu stau pe bănci când mănâncă, ci stau ghemuit ca europenii când își fac nevoile în aer liber. Toate acestea se întâmplă în liniște și cu modestie. Chiar și copiii sunt lipsiți de spirit și par obtuzi”. După ce scrisese anterior despre „abundența de urmași” și „fertilitatea” chinezilor, continuă spunând: „Ar fi păcat ca acești chinezi să înlocuiască toate celelalte rase. Pentru noi, gândul acesta este inimaginabil de deprimant”. Percepția lui Einstein despre japonezii pe care îi întâlnește este mai pozitivă: „Japonezii sunt neostentativi, decenți, în general foarte atrăgători”, scrie el. „Sunt suflete pure cum nu găsești la nicio altă națiune. Trebuie să iubești și să admiri această țară”.

### Opinii despre homosexualitate
Einstein a fost unul dintre cele câteva mii de semnatari ai petiției lui Magnus Hirschfeld împotriva paragrafului 175 din codul penal german, care condamna homosexualitatea. Petiția a circulat timp de peste treizeci de ani în cercurile intelectuale datorită activității Comitetului Științifico-Umanitar al lui Hirschfeld, care a strâns numeroase semnături de la membri evrei ai elitei intelectuale germane.

### Drepturile animalelor
Einstein se opunea violenței împotriva animalelor, considerând că oamenii ar trebui să „cuprindă cu dragoste toate creaturile vii”. De asemenea, simpatiza cu ideea de vegetarianism. Ultimele dovezi, dintr-o scrisoare către Hans Mühsam datată pe 30 martie 1954, sugerează că Einstein a fost vegetarian în ultimul an de viață, deși pare să fi susținut ideea cu mulți ani înainte de a o practica el însuși. În această scrisoare, Einstein afirmă că se simte foarte bine mâncând mâncare vegetariană și că „omul nu s-a născut să fie carnivor”. Într-o altă scrisoare, scrisă cu un an înainte, el mărturisea: „Întotdeauna am mâncat carne cu o oarecare mustrare de conștiință”.

## Sionismul

### Înainte de independența Israelului
Einstein a fost un susținător important atât al Sionismului Muncitoresc, cât și al eforturilor de a încuraja cooperarea dintre evrei și arabi. În 1938, Einstein explica: „În acest moment, un lucru trebuie subliniat mai presus de toate: iudaismul are o datorie mare de recunoștință față de sionism. Mișcarea sionistă a readus la viață, în rândul evreilor, sentimentul de comunitate. A realizat o muncă productivă care depășește toate așteptările pe care le-ar fi putut avea cineva. Această muncă productivă din Palestina, la care au contribuit evrei devotați din întreaga lume, a salvat un număr mare de frați de-ai noștri de o nevoie extremă”. Einstein a susținut crearea unei patrii naționale evreiești în Palestina sub mandat britanic, dar s-a opus ideii unui stat evreiesc „cu granițe, o armată și o anumită putere temporală”.:33 Conform lui Marc Elis, Einstein se declara o ființă umană, evreu, un opozant al naționalismului și sionist; a susținut ideea unei patrii evreiești în Palestina, dar până în vara lui 1947 a conceput acest lucru ca pe un stat binațional (evreiesc și arab), cu „organizații administrative, economice și sociale mixte, funcționale continuu”.
| “ | Cu mult înainte de apariția lui Hitler, am făcut cauza sionismului cauza mea, deoarece prin ea am văzut o modalitate de a corecta o nedreptate flagrantă.... Poporul evreu a fost singurul timp de secole în poziția anormală de a fi persecutat și vânat ca popor, deși lipsit de toate drepturile și protecțiile pe care chiar și cel mai mic popor le are în mod normal... Sionismul a oferit mijloacele de a pune capăt acestei discriminări. Prin revenirea la pământul la care erau legați prin strânse legături istorice... evreii au căutat să-și abolească statutul de paria printre popoare... Venirea lui Hitler a subliniat cu o logică barbară toate implicațiile dezastruoase cuprinse în situația anormală în care se aflau evreii. Milioane de evrei au pierit... pentru că nu exista niciun loc pe glob unde să poată găsi refugiu... Supraviețuitorii evrei cer dreptul de a locui printre frați, pe pământul străvechi al părinților lor. —Scrisoare către Jawaharlal Nehru, Prim-ministru al Indiei, 13 iunie 1947 | ” |

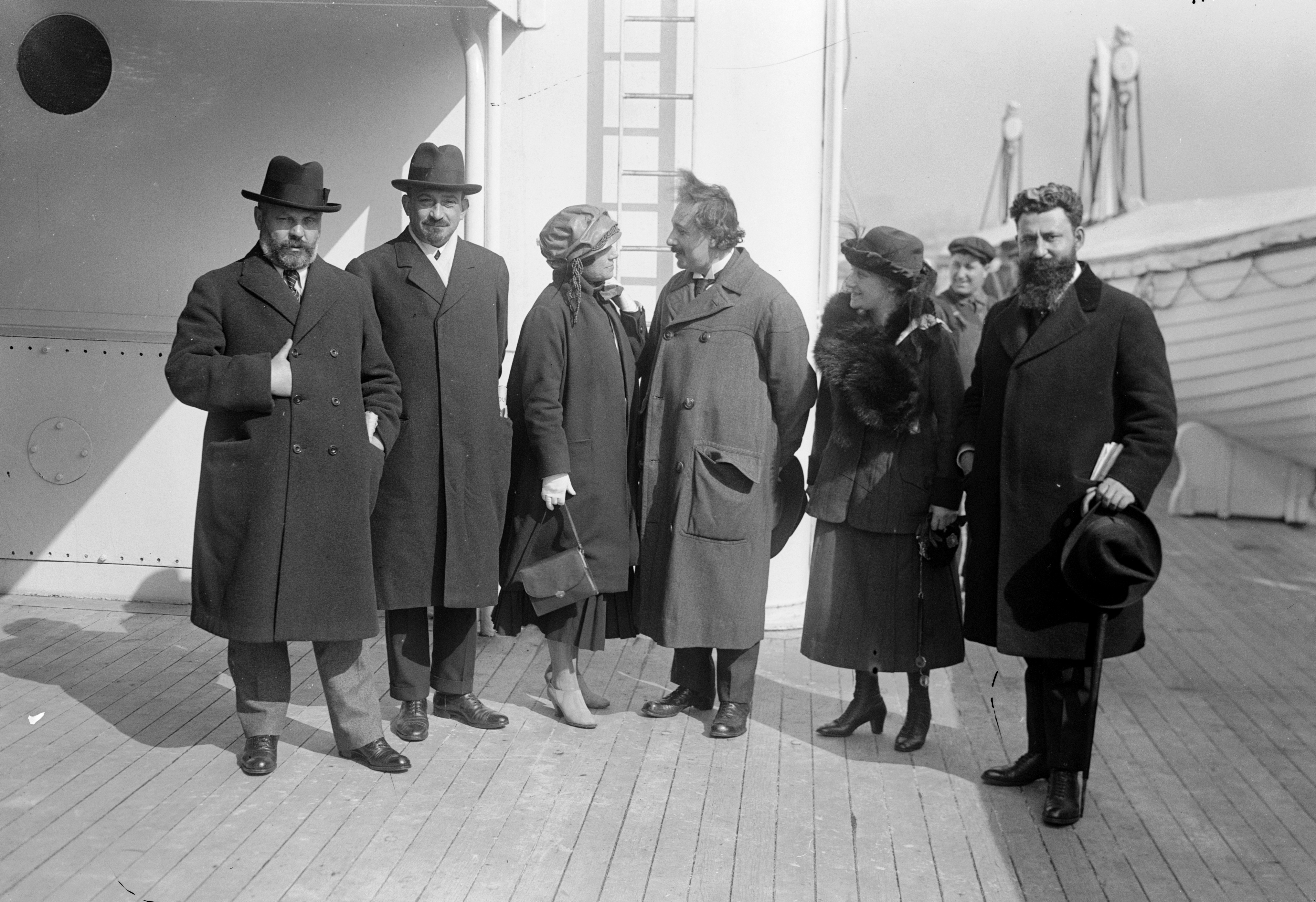
Albert Einstein, văzut aici împreună cu soția sa Elsa Einstein și lideri sioniști, inclusiv viitorul președinte al Israelului Chaim Weizmann, soția sa, și Ben-Zion Mossinson la sosirea în New York City în 1921

Discursurile și prelegerile sale despre sionism au fost publicate în 1931 de editura The Macmillan Company. Unsprezece dintre aceste eseuri au fost reunite într-o carte din 1933 intitulată Mein Weltbild și tradus sub titlul Cum văd eu lumea; prefața lui Einstein dedică colecția „evreilor din Germania”. În fața militarismului crescând al Germaniei, Einstein a scris și a vorbit pentru pace.

Einstein și-a exprimat public rezervele cu privire la propunerea de a împărți Palestina sub mandat britanic în state arabe și evreiești independente. Într-un discurs din 1938, intitulat „Datoria noastră față de sionism”, el a spus:
Aș fi mult mai fericit să văd o înțelegere rezonabilă cu arabii pe baza viețuirii împreună în pace decât crearea unui stat evreiesc. Conștiința mea despre natura esențială a iudaismului se împotrivește ideii unui stat evreiesc cu granițe, armată și o oarecare putere temporală, oricât de modestă ar fi. Mi-e teamă de daunele interne pe care le va suferi iudaismul - în special din cauza dezvoltării unui naționalism îngust în propriile noastre rânduri, împotriva căruia a trebuit deja să luptăm cu tărie, chiar și fără un stat evreiesc. ... Dacă totuși o necesitate externă ne-ar obliga să ne asumăm această povară, să o purtăm cu tact și răbdare.
Atitudinea lui Einstein a fost nuanțată: în mărturia sa din ianuarie 1946 în fața Comitetului Anglo-American de anchetă, Einstein a declarat că nu este în favoarea creării unui stat evreiesc. Totuși, într-o scrisoare din 1947 către prim-ministrul indian Jawaharlal Nehru, cu scopul de a convinge India să sprijine obiectivele sioniste de a stabili o patrie evreiască în Palestina, Einstein a susținut că propunerea Declarației Balfour de a crea un cămin național pentru evrei în Palestina „reprezintă o corectare” a echilibrului justiției și istoriei. El a afirmat că „la sfârșitul Primului Război Mondial, Aliații au oferit arabilor 99% din vastele teritorii nepopulate eliberate de turci pentru a-și satisface aspirațiile naționale, stabilindu-se cinci state arabe independente. Un procent a fost rezervat evreilor în țara lor de origine”. Einstein a rămas un susținător fervent al imigrației nelimitate a evreilor în Palestina.

### După independența Israelului
Națiunile Unite au recomandat în cele din urmă împărțirea mandatului și crearea unui stat evreiesc, iar odată cu încheierea mandatului a izbucnit războiul arabo-israelian din 1948.
În primăvara lui 1948, în timpul războiului, lui Einstein i s-a cerut să scrie o scrisoare care urma să fie scoasă la licitație într-un eveniment de strângere de fonduri pentru organizația paramilitară sionistă Haganah. Einstein a scris o scrisoare care a fost vândută la eveniment, în care spunea: „Dacă așteptăm până când marile puteri și Națiunile Unite își vor îndeplini angajamentele față de noi, atunci frații noștri palestinieni [adică evreii din Palestina] vor fi sub pământ înainte ca acest lucru să fie realizat” și „De destinul palestinienilor noștri [adică evreii din Palestina] va depinde, pe termen lung, destinul restului evreilor din lume. Căci nimeni nu respectă sau nu se obosește cu cei care nu luptă pentru drepturile lor”.

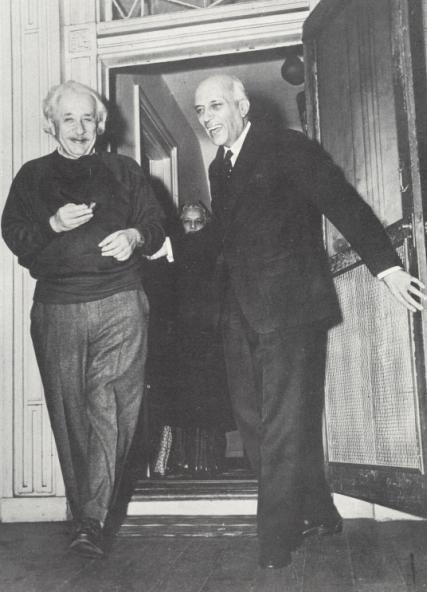
Albert Einstein cu Jawaharlal Nehru la Princeton, New Jersey

Einstein a fost unul dintre autorii unei scrisori deschise către The New York Times în 1948, care critica profund Partidul Herut⁠(d) (Libertatea) al lui Menachem Begin pentru masacrul de la Deir Yassin atribuit „bandelor teroriste”. și a comparat Herut cu „partidele naziste și fasciste”. El a afirmat în continuare că „Incidentul de la Deir Yassin exemplifică caracterul și acțiunile Partidului Libertății”. Einstein a spus despre partid că „Astăzi vorbesc despre libertate, democrație și anti-imperialism... Este în acțiunile sale că partidul terorist își trădează caracterul real”, criticând totodată Irgun, numind-o o „organizație teroristă, de dreapta, șovinistă”.
În 1949, Einstein scria într-o scrisoare către Universitatea Ebraică din Ierusalim că această perioadă este „îndeplinirea viselor noastre”, însă regretă că „am fost nevoiți din cauza greutăților situației noastre să ne afirmăm drepturile prin forța armelor; a fost singura cale de a evita anihilarea completă”. De asemenea, și-a exprimat speranța că „înțelepciunea și moderația de care au dat dovadă liderii noului stat” vor conduce treptat la „cooperare și respect reciproc” cu poporul arab.
Einstein a susținut Partidul Progresist al vicepreședintelui Henry Wallace în timpul alegerilor prezidențiale din 1948, care a promovat o politică externă pro-sovietică și pro-Israel.
Einstein a făcut parte din Consiliul de Directori al Universității Ebraice din Ierusalim. În testamentul său din 1950, Einstein a lăsat Universității Ebraice drepturile de autor pentru scrierile sale, unde multe dintre documentele sale originale sunt păstrate în Arhivele Albert Einstein.
Când președintele israelian Chaim Weizmann a murit în 1952, lui Einstein i s-a cerut să fie al doilea președinte al Israelului, dar el a refuzat, afirmând că nu avea „nici abilitatea naturală, nici experiența necesară pentru a se ocupa de oameni.” El a scris: „Sunt profund mișcat de oferta venită din partea Statului nostru Israel și, în același timp, întristat și rușinat că nu o pot accepta.”
A luat cu el la spital schița discursului pe care îl pregătea pentru o apariție la televizor cu ocazia celei de-a șaptea aniversări a statului Israel, dar nu a mai apucat să-l termine. În schiță, el vorbește despre pericolele cu care se confruntă Israelul și spune: „Este anormal ca opinia mondială să critice doar răspunsul Israelului la ostilitate și să nu caute activ să pună capăt ostilității arabe, care este cauza fundamentală a tensiunii.”.

## Războiul Rece
Când era o figură proeminentă care lupta împotriva ascensiunii nazismului, Einstein a căutat ajutor și a dezvoltat relații de colaborare atât în Vest, cât și în ceea ce avea să devină blocul sovietic. După cel de-al Doilea Război Mondial, ostilitatea dintre foștii aliați a devenit o problemă foarte serioasă pentru oamenii cu notorietate internațională. Pentru a înrăutăți situația, în primele zile ale macarthismului, Einstein scria despre un guvern mondial unic, crezând că „Nu poate exista niciodată un acord complet privind controlul internațional și administrarea energiei atomice sau asupra dezarmării generale până nu există o modificare a conceptului tradițional de suveranitate națională.”

### Acuzații de politică pro-sovietică
J. Edgar Hoover, primul director al Biroului Federal de Investigații, a promovat o scrisoare de la Woman Patriot Corporation⁠(d) care îl acuza pe Einstein de radicalism de stânga și implora guvernul să-i interzică intrarea în Statele Unite. Hoover l-a acuzat pe Einstein că ar fi pro-sovietic. Cu toate acestea, Einstein a denunțat Rusia Sovietică și, într-o scrisoare, a spus: „pare să existe o suprimare completă a individului și a libertății de exprimare”.
Într-un articol din 1949 publicat de Monthly Review intitulat „De ce socialism?”, Albert Einstein a descris o societate capitalistă haotică, o sursă a răului care trebuie depășită, drept „faza prădătoare a dezvoltării umane”. Alături de Albert Schweitzer și Bertrand Russell, Einstein a făcut lobby pentru oprirea testelor nucleare și a viitoarelor bombe. Cu câteva zile înainte de moartea sa, Einstein a semnat Manifestul Russell-Einstein, care a condus la Conferințele Pugwash cu privire la Știință și Afaceri Mondiale.
Același Einstein a sărit în ajutorul lui WEB Du Bois⁠(d), un militant în vârstă, acuzat pe nedrept de spionaj comunist. Einstein a depus mărturie în favoarea lui Du Bois, iar cazul a fost abandonat la scurt timp după aceea. Prietenia lui Einstein cu activistul Paul Robeson⁠(d), alături de care a fost co-președinte al Cruciadei Americane pentru Eliminarea Linșajului, a durat douăzeci de ani. În 1953, într-o scrisoare către Rose Russell, membră a Uniunii Profesorilor din Orașul New York, Einstein a descris audierile McCarthy drept o metodă de „a folosi oamenii ca instrumente pentru urmărirea altora pe care vrei să-i etichetezi drept ‚neortodocși’ ”. Einstein îl considera pe senatorul Joseph McCarthy o amenințare la adresa libertății intelectuale și academice.
În 1953, William Frauenglass⁠(d), profesor la o școală din New York City, a refuzat să depună mărturie când a fost chemat. Confruntat cu posibilitatea concedierii, acesta i-a scris lui Einstein pentru susținere. În răspunsul său, Einstein a declarat: „Politicienii reacționari au reușit să instilleze suspiciune în public față de orice efort intelectual, agitând pericolul extern. După ce au obținut acest lucru, acum încearcă să suprime libertatea de predare și să-i privească de poziții pe toți cei care nu se dovedesc supuși, adică să îi înfometeze.” Einstein a sfătuit: „Orice intelectual chemat în fața unuia dintre aceste comitete ar trebui să refuze să depună mărturie, adică trebuie să fie pregătit pentru închisoare și ruină economică, pe scurt, pentru sacrificiul propriei bunăstări în interesul bunăstării culturale a țării sale.” Einstein a concluzionat: „Dacă suficiente persoane sunt gata să ia acest pas serios, vor avea succes. Dacă nu, atunci intelectualii din această țară nu merită nimic mai bun decât sclavia care le este destinată.”
În 1946, Einstein a colaborat cu rabinul Israel Goldstein⁠(d), moștenitorul Universității Middlesex, C. Ruggles Smith, și avocatul activist George Alpert la înființarea Fundației Albert Einstein pentru Învățământ Superior. Aceasta a fost creată pentru a dezvolta o universitate seculară sponsorizată de evrei, deschisă tuturor studenților, pe terenul fostei Universități Middlesex din Waltham, Massachusetts⁠(d). Middlesex a fost aleasă parțial pentru că era accesibilă atât din Boston, cât și din New York City, centre culturale evreiești din SUA. Viziunea lor era o universitate „profund conștientă atât de tradiția ebraică a Torei, care vede cultura ca un drept de naștere, cât și de idealul american al unei democrații educate”. Colaborarea a fost însă furtunoasă. Când Einstein a dorit să îl numească pe economistul englez Harold Laski⁠(d) președinte al universității, George Alpert a scris că Laski era „un om complet străin principiilor democrației americane, pătat de acuzații de comunism”. Drept urmare, Einstein și-a retras sprijinul pentru universitate și a interzis folosirea numelui său. Instituția a fost inaugurată în 1948 sub numele de Universitatea Brandeis. Deși invitat în 1953, Einstein a refuzat titlul onorific oferit de Brandeis.

## Socialism
In 1918, Einstein a fost unul dintre membrii fondatori ai Partidului Democrat German, un partid liberal.:83 Totuși, mai târziu în viață, Einstein a susținut socialismul și s-a opus capitalismului. În eseul său din 1949, „De ce socialism?”, el a scris:
Sunt convins că există o singură cale de a elimina aceste rele grave, și anume prin stabilirea unei economii socialiste, însoțită de un sistem educațional orientat spre obiective sociale. Într-o astfel de economie, mijloacele de producție sunt deținute de către societate însăși și sunt utilizate în mod planificat. O economie planificată, care ajustează producția la nevoile comunității, ar distribui munca tuturor celor capabili să muncească și ar garanta un trai decent fiecărui bărbat, femeie și copil. Educația individului, pe lângă promovarea abilităților sale înnăscute, ar încerca să dezvolte în el un sentiment de responsabilitate față de semenii săi, în locul glorificării puterii și succesului din societatea noastră actuală.
Atitudinea lui Einstein față de bolșevici s-a schimbat în timp. În 1925, îi critica pentru că nu aveau un „sistem de guvernare bine reglementat” și numea conducerea lor un „regim de teroare și o tragedie în istoria omenirii”. Mai târziu, a adoptat o viziune mai echilibrată, criticându-le metodele, dar apreciindu-le obiectivele, lucru demonstrat de remarca sa din 1929 despre Vladimir Lenin: „Îl onorez pe Lenin ca pe un om care s-a sacrificat complet și și-a dedicat toată energia realizării justiției sociale. Nu consider metodele sale practice, dar un lucru este cert: oamenii de tipul lui sunt gardienii și restauratorii conștiinței umanității.”  Rowe traduce începutul celei de-a doua propoziții prin „Nu găsesc metodele sale recomandabile”.
În 1949, Einstein a declarat: „Realizarea socialismului necesită rezolvarea unor probleme socio-politice extrem de dificile: cum este posibil, având în vedere centralizarea de mare amploare a puterii politice și economice, să se prevină ca birocrația să devină atotputernică și arogantă? Cum pot fi protejate drepturile individului și, prin aceasta, să fie asigurat un contrabalans democratic la puterea birocrației?”.
Einstein avea o stimă deosebită pentru Georgism (numit după economistul politic Henry George), scriind în 1934: „Nu ne putem imagina o combinație mai frumoasă de inteligență intelectuală, formă artistică și dragoste ferventă pentru dreptate”.
Având în vedere legăturile lui Einstein cu Germania și sionismul, idealurile sale socialiste și legăturile sale cu figuri comuniste, Biroul Federal de Investigații din SUA a păstrat un dosar despre Einstein care a ajuns la 1.427 de pagini.

## Internaționalism
Din anii 1930 și până la moartea sa în anii 1950, un obiectiv principal al activității politice a lui Einstein a fost promovarea cooperării internaționale. A pledat pentru crearea unei noi organizații mondiale care să înlocuiască Societatea Națiunilor și a susținut reformarea Organizației Națiunilor Unite odată ce aceasta a fost înființată. El a fost adeptul federalismului mondial.

A scris sute de scrisori, discursuri, a acordat interviuri și a pledat direct pentru problema internaționalismului sub diverse forme. Într-o scrisoare către Adunarea Generală a Națiunilor Unite, el a scris:
... metoda de reprezentare la Națiunile Unite ar trebui modificată considerabil. Actuala metodă de selecție prin numire guvernamentală nu lasă nicio libertate reală persoanei numite. Mai mult, selecția de către guverne nu poate oferi popoarelor lumii sentimentul de a fi reprezentate corect și proporțional. Autoritatea morală a Națiunilor Unite ar fi considerabil sporită dacă delegații ar fi aleși direct de popor. Dacă ar fi responsabili față de un electorat, ar avea mult mai multă libertate să-și urmeze conștiința. Astfel, am putea spera la mai mulți oameni de stat și mai puțini diplomați.
În 1951, Einstein a criticat Organizația Națiunilor Unite spunând că este „doar o organizație a delegaților din guvernele naționale și nu a unor indivizi independenți care, ghidați doar de convingerile lor personale, să reprezinte populațiile diferitelor țări. Mai mult, deciziile Națiunilor Unite nu au forță obligatorie pentru niciun guvern național; nici nu există mijloace concrete prin care aceste decizii să poată fi puse efectiv în aplicare.” În 1947, Einstein a scris că „din toată inima cred că sistemul mondial actual” va duce doar „la barbarie, război și inumanitate și că numai legea mondială poate asigura progresul către o umanitate civilizată și pașnică”.

### Guvernul Mondial
Pe măsură ce timpul trecea, Einstein a devenit tot mai convins că lumea se abate de la drumul cel bun. A ajuns la concluzia că gravitatea situației cerea acțiuni mai profunde, iar înființarea unui „guvern mondial” era singura soluție logică. În „Scrisoarea deschisă către Adunarea Generală a Națiunilor Unite” din octombrie 1947, Einstein a subliniat nevoia urgentă de cooperare internațională și de înființare a unui guvern mondial. În 1948, Einstein l-a invitat pe președintele Cord Meyer⁠(d) al organizației United World Federalists, Inc. (UWF) la o întâlnire a ECAS și a aderat la UWF ca membru al Consiliului consultativ. Einstein și ECAS au ajutat UWF la strângerea de fonduri și au furnizat materiale de sprijin. Einstein a descris organizația United World Federalists ca fiind „grupul cel mai apropiat de aspirațiile noastre”. Einstein și alte personalități marcante au sponsorizat Convenția Mondială a Poporului (PWC), care a avut loc în 1950-51 și a continuat ulterior sub forma unor adunări constituționale mondiale în 1968, 1977, 1979 și 1991. Acest efort a reușit să creeze o constituție mondială și a un parlament mondial provizoriu.

## Pacifism

Caricatură a lui Einstein, înfățișându-l cum își lepădă aripile „Pacifismului” și ridică o sabie etichetată „Pregătire” ca răspuns la o Germanie din ce în ce mai ostilă (circa 1933)

### Primul Război Mondial
Einstein a fost un pacifist convins toată viața, considerând războaiele un obstacol în calea progresului uman. El credea că războaiele sunt rezultatul tendințelor agresive naturale întâlnite la toate organismele, iar scopurile și cauzele războiului erau simple justificări pentru aceste tendințe. A pledat pentru crearea unei organizații supranaționale care să facă războiul la fel de imposibil în Europa precum era imposibil între fostele regate care alcătuiau Imperiul German. Einstein a fost îngrozit de distrugerile provocate de Primul Război Mondial și a promovat ceea ce el numea „planul celor două procente”. Conform planului, națiunile nu ar putea purta război dacă unul din 50 de bărbați ar refuza să servească în armată.

### Al Doilea Război Mondial
În pofida acestor opinii pacifiste, odată cu ascensiunea la putere a lui Adolf Hitler, Einstein a devenit un susținător fervent al pregătirii militare, recunoscând pericolul ca Germania Nazistă să obțină un avantaj față de Aliații Occidentali. Alarmat de ambițiile teritoriale ale lui Hitler, Einstein a încurajat activ populația Belgiei să se alăture armatei pentru a proteja civilizația europeană. El și-a explicat schimbarea de atitudine în 1941 prin faptul că:
În anii ’20, când nu existau dictaturi, am susținut că refuzul de a merge la război ar face ca războiul să fie impropriu. Dar odată ce condiții coercitive au apărut în anumite națiuni, am simțit că ar slăbi națiunile mai puțin agresive față de cele mai agresive.
Einstein și-a justificat scrisoarea către președintele Roosevelt prin care recomanda producerea bombei atomice scriind:
... era probabil ca germanii să lucreze la aceeași problemă cu perspective mari de reușită. Nu am avut altă alternativă decât să acționez așa cum am făcut, deși am fost întotdeauna un pacifist convins. (sublinierea în original)
Când a fost întrebat despre această poziție, Einstein a scris:
Nu am spus că sunt pacifist absolut, ci mai degrabă că am fost întotdeauna un pacifist convins. Deși sunt un pacifist convins, există circumstanțe în care cred că folosirea forței este justificată – anume în fața unui inamic hotărât necondiționat să mă distrugă pe mine și pe poporul meu. ... Sunt un pacifist dedicat, dar nu absolut; asta înseamnă că mă opun folosirii forței în orice circumstanțe, cu excepția cazului în care mă confrunt cu un inamic care își propune distrugerea vieții ca scop în sine. (sublinierea în original)
El a explicat în continuare:
Am fost întotdeauna pacifist, adică am refuzat să recunosc forța brută ca mijloc de soluționare a conflictelor internaționale. Cu toate acestea, consider că nu este rezonabil să te agăți de acest principiu necondiționat. O excepție trebuie făcută în mod necesar dacă o putere ostilă amenință cu distrugerea completă a propriului grup.
În septembrie 1942, într-o scrisoare personală către președintele Universității Princeton, Einstein a criticat Statele Unite pentru că nu sunt interesați suficient pentru a lupta împotriva Germaniei Naziste. El a argumentat că „Dacă Hitler nu ar fi fost un nebun, ar fi putut evita cu ușurință ostilitatea puterilor occidentale” dacă nu ar fi fost amenințările sale de dominație mondială.
Odată cu încheierea celui de-al Doilea Război Mondial, Einstein a redevenit un militant constant și deschis pentru pacea mondială.

#### Bomba atomică
Oameni de știință îngrijorați, mulți dintre ei refugiați în SUA din calea antisemitismului german, au recunoscut pericolul ca oamenii de știință germani să dezvolte o bombă atomică bazată pe fenomenul recent descoperit al fisiunii nucleare. În 1939, emigrantul maghiar Leó Szilárd, nereușind să trezească singur interesul guvernului SUA, a colaborat cu Einstein pentru a scrie o scrisoare președintelui american Franklin Delano Roosevelt, pe care a semnat-o Einstein, cerând coordonarea cercetărilor din SUA privind fisiunea nucleară. Pe 11 octombrie 1939, Alexander Sachs, un consilier al lui Roosevelt pentru probleme economice, a livrat scrisoarea Einstein–Szilárd și l-a convins pe președinte de importanța ei. „Acesta necesită acțiune”, i-a spus Roosevelt unui asistent și a autorizat un mic program de cercetare privind fezabilitatea armelor nucleare.
Acest proiect a fost inițial destul de modest, iar Einstein însuși a fost exclus deliberat din el. Lucrările au luat amploare în 1941, după ce concluziile favorabile ale unui raport al Comitetului britanic MAUD au ajuns în Statele Unite. Aceasta a dus, în 1942, la crearea Proiectului Manhattan, un efort științifico-industrial-militar masiv pentru a dezvolta bombe atomice pentru utilizarea în război. Până la sfârșitul anului 1945, Statele Unite, cu sprijin din partea Regatului Unit și Canadei, dezvoltaseră arme nucleare operaționale și le-au folosit asupra orașelor japoneze Hiroshima și Nagasaki.
Einstein nu a jucat personal un rol în dezvoltarea bombei atomice, cu excepția semnării scrisorii. În schimb, el a ajutat Marina Statelor Unite cu unele probleme teoretice fără legătură, la care se lucra în timpul războiului.
Conform lui Linus Pauling, Einstein și-a regretat ulterior scrisoarea către Roosevelt, adăugând că Einstein își justificase inițial decizia din cauza pericolului mai mare ca Germania Nazistă să dezvolte prima bomba. În 1947, Einstein a declarat revistei Newsweek că „dacă aș fi știut că germanii nu vor reuși să dezvolte o bombă atomică, nu aș fi ridicat niciodată un deget”. În același an, a scris un articol pentru The Atlantic Monthly, susținând că Statele Unite nu ar trebui să încerce să obțină un monopol atomic, ci ar trebui să doteze Națiunile Unite cu arme nucleare cu scopul unic de a menține descurajarea. De asemenea, Einstein a mai spus în această perioadă: „Deoarece nu prevăd că energia atomică va fi un mare avantaj pentru o lungă perioadă de timp, trebuie să spun că în prezent este o amenințare. Poate că e bine așa. Poate va intimida rasa umană să aducă ordine în treburile sale internaționale, ceea ce, fără presiunea fricii, fără îndoială nu ar face-o”.
Lui Einstein i se atribuie adesea o variantă a următorului citat: „Nu știu cum se va purta al Treilea Război Mondial, dar vă pot spune ce vor folosi în al Patrulea — bețe și pietre”. Nu există nicio înregistrare a lui Einstein care să rostească acest citat, în afară de anecdotele relatate de colegii săi.

## Umanitarism
Einstein a participat la congresul Ligii împotriva imperialismului din 1927 de la Bruxelles. De asemenea, Einstein a întâlnit mulți umaniști și filantropi, inclusiv pe Rabindranath Tagore, cu care a purtat conversații ample în 1930, înainte de a pleca din Germania.